# Casali scomparsi di Bisceglie

## Casale di S. Andrea
Situato sulla strada per Corato, oggi noto come Villa Curtopassi. Del Casale non resta che la torre inglobata nell'edificio ottocentesco. Si menziona il Casale con la corrispettiva Chiesa di S. Andrea, in alcune carte risalenti intorno al 1000.

## Casale di S. Stefano
Si menziona il Casale con la corrispettiva Chiesa di S. Stefano, in alcune carte risalenti intorno al 1000.

## Casale di Cirignano
È situato a 5 km dal centro abitato.
Del Casale di Cirignano non rimangono che i resti di una torre, la torre casalina, il resto è stato inglobato da edifici successivi o è stato demolito. Il Casale viene menzionato per la prima volta in un documento risalente al 700 circa, di un certo Leone Marsicano, Wacco, signore longobardo che possedeva delle terre donate al Monastero di Montecassino, tra cui si menziona: Crosta, Virgiliae (Vigiliae) e Cirignano ("casalem in Trane ubi dicitur Cimilianum"). Il termine potrebbe derivare da un nome gentilizio romano Cerrinius.
Nel Casale si venerava la Madonna del Soccorso, culto che fu trasferito nella Chiesa di Sant'Adoeno
Il toponimo odierno, Tòrre Verrascène (Torre voragine), indicherebbe un pozzo o una cavità nel terreno presente nelle vicinanze.

## Casale di Salandro
A circa 3,7 km dal centro abitato, al confine con l'agro  Molfettese, desta un certo interesse per il nome di origine bizantina. Del Casale oggi non rimane nulla, se non un chiaro riferimento nella toponomastica (Via Salandra).

## Casale di Vigiliae
Casale su cui venne fondata Bisceglie. 